# Debian GNU/kFreeBSD
Debian GNU/kFreeBSD est un système d'exploitation composé du noyau FreeBSD (le « k » signifiant kernel, en français, noyau) et de l'espace utilisateur GNU.

## Implémentation
Pour obtenir une certaine compatibilité avec les paquets de Debian GNU/Linux, ce système d'exploitation utilise la bibliothèque GNU C nommée glibc au-dessus du noyau.

## Historique
En octobre 2009, le projet Debian annonce « encourager le développement » du port kFreeBSD.
Debian GNU/kFreeBSD est disponible sous forme de technical preview lors de la sortie de Debian 6 (Squeeze) et de port officiel lors de la sortie de Debian 7 (Wheezy).
Le 26 septembre 2014, la release team annonce être inquiète de la qualité actuelle du port kFreeBSD et annonce qu'une décision sera prise en novembre sur l'inclusion officielle dans Debian 8 (Jessie). Ces craintes n'ayant pas été apaisées, la décision est prise de ne pas inclure l'architecture pour la sortie officielle.